# Diocesi di Salina
La diocesi di Salina (in latino: Dioecesis Salinensis) è una sede della Chiesa cattolica negli Stati Uniti d'America suffraganea dell'arcidiocesi di Kansas City. Nel 2022 contava 36.955 battezzati su 318.530 abitanti. È retta dal vescovo Gerald Lee Vincke.

## Territorio
La diocesi comprende 30 contee del Kansas, negli Stati Uniti d'America: Cheyenne, Clay, Cloud, Decatur, Dickinson, Ellis, Geary, Gove, Graham, Jewell, Lincoln, Logan, Mitchell, Norton, Osborne, Ottawa, Phillips, Rawlins, Republic, Riley, Rooks, Russell, Saline, Sheridan, Sherman, Smith, Thomas, Trego, Wallace e Washington.
Sede vescovile è la città di Salina, dove si trova la cattedrale del Sacro Cuore di Gesù. A Concordia si trova l'ex cattedrale di Nostra Signora del Perpetuo Soccorso. A Victoria sorge la basilica minore di San Fedele.
Il territorio si estende su 69.087 km² ed è suddiviso in 85 parrocchie.

## Storia
La diocesi di Concordia fu eretta il 2 agosto 1887 con il breve Quum ex apostolico munere di papa Leone XIII, ricavandone il territorio dalla diocesi di Leavenworth (oggi arcidiocesi di Kansas City).
Originariamente comprendeva le contee di Cheyenne, Cloud, Decatur, Ellis, Gove, Graham, Jewell, Lincoln, Logan, Mitchell, Norton, Osborne, Ottawa, Phillips, Rawlins, Republic, Rooks, Russell, Saline, Sheridan, Sherman, Smith, Thomas, Trego e Wallace. Il 1º luglio 1897 per effetto del breve Quae rei sacrae di papa Leone XIII si ampliò verso est, incorporando cinque contee che appartenevano alla diocesi di Leavenworth: Clay, Dickinson, Geary, Riley e Washington.
Il 23 dicembre 1944 ha assunto il nome attuale in seguito al trasferimento della sede vescovile da Concordia a Salina.
La diocesi è stata suffraganea dell'arcidiocesi di Saint Louis fino al 1952, quando è entrata a far parte della provincia ecclesiastica di Kansas City.
Il 29 dicembre 1962, in forza della lettera apostolica Firmissima Christianis, papa Giovanni XXIII ha proclamato la Beata Maria Vergine del Perpetuo Soccorso (Beata Maria Virgo a Perpetuo Succursu) patrona principale della diocesi, e San Francesco d'Assisi patrono secondario.

## Cronotassi dei vescovi
Si omettono i periodi di sede vacante non superiori ai 2 anni o non storicamente accertati.
- Richard Scannell † (9 agosto 1887 - 30 gennaio 1891 nominato vescovo di Omaha)
  - Sede vacante (1891-1898)
  - Thaddeus Joseph Butler † (5 luglio 1897 - 16 luglio 1897 deceduto) (vescovo eletto)[4]
- John Francis Cunningham † (14 maggio 1898 - 23 giugno 1919 deceduto)
- Francis Joseph Tief † (16 dicembre 1920 - 11 giugno 1938 dimesso[5])
- Francis Agustine Thill † (24 agosto 1938 - 21 maggio 1957 deceduto)
- Frederick William Freking † (10 ottobre 1957 - 30 dicembre 1964 nominato vescovo di La Crosse)
- Cyril John Vogel † (14 aprile 1965 - 4 ottobre 1979 deceduto)
- Daniel William Kucera, O.S.B. † (5 marzo 1980 - 20 dicembre 1983 nominato arcivescovo di Dubuque)
- George Kinzie Fitzsimons † (28 marzo 1984 - 21 ottobre 2004 ritirato)
- Paul Stagg Coakley (21 ottobre 2004 - 16 dicembre 2010 nominato arcivescovo di Oklahoma City)
- Edward Joseph Weisenburger (6 febbraio 2012 - 3 ottobre 2017 nominato vescovo di Tucson)
- Gerald Lee Vincke, dal 13 giugno 2018

## Statistiche
La diocesi nel 2022 su una popolazione di 318.530 persone contava 36.955 battezzati, corrispondenti all'11,6% del totale.
| anno | popolazione | popolazione | popolazione | presbiteri | presbiteri | presbiteri | presbiteri                | diaconi | religiosi | religiosi | parrocchie |
| anno | battezzati  | totale      | %           | numero     | secolari   | regolari   | battezzati per presbitero | diaconi | uomini    | donne     | parrocchie |
| ---- | ----------- | ----------- | ----------- | ---------- | ---------- | ---------- | ------------------------- | ------- | --------- | --------- | ---------- |
| 1950 | 40.848      | 316.821     | 12,9        | 120        | 80         | 40         | 340                       |         | 44        | 500       | 99         |
| 1966 | 57.496      | 336.219     | 17,1        | 147        | 92         | 55         | 391                       |         | 50        | 546       | 101        |
| 1970 | 58.211      | 336.725     | 17,3        | 136        | 85         | 51         | 428                       |         | 55        | 477       | 100        |
| 1976 | 58.475      | 331.841     | 17,6        | 109        | 69         | 40         | 536                       |         | 45        | 394       | 98         |
| 1980 | 60.145      | 327.903     | 18,3        | 103        | 67         | 36         | 583                       |         | 41        | 345       | 98         |
| 1990 | 58.696      | 336.600     | 17,4        | 86         | 61         | 25         | 682                       |         | 27        | 280       | 95         |
| 1999 | 51.779      | 321.132     | 16,1        | 85         | 70         | 15         | 609                       |         | 1         | 221       | 92         |
| 2000 | 49.058      | 320.475     | 15,3        | 80         | 64         | 16         | 613                       |         | 16        | 212       | 92         |
| 2001 | 50.113      | 318.359     | 15,7        | 78         | 67         | 11         | 642                       |         | 12        | 222       | 92         |
| 2002 | 49.246      | 325.112     | 15,1        | 69         | 66         | 3          | 713                       |         | 3         | 211       | 92         |
| 2003 | 48.510      | 325.112     | 14,9        | 80         | 66         | 14         | 606                       |         | 14        | 205       | 92         |
| 2004 | 46.737      | 318.145     | 14,7        | 74         | 64         | 10         | 631                       |         | 10        | 198       | 88         |
| 2010 | 48.255      | 342.000     | 14,1        | 76         | 60         | 16         | 634                       | 7       | 16        | 151       | 83         |
| 2014 | 41.327      | 340.175     | 12,1        | 67         | 50         | 17         | 616                       | 16      | 17        | 129       | 84         |
| 2017 | 44.369      | 337.072     | 13,2        | 71         | 52         | 19         | 624                       | 18      | 19        | 74        | 86         |
| 2020 | 40.056      | 337.072     | 11,9        | 67         | 49         | 18         | 597                       | 19      | 18        | 97        | 86         |
| 2022 | 36.955      | 318.530     | 11,6        | 73         | 57         | 16         | 506                       | 20      | 17        | 59        | 85         |

## Galleria d'immagini

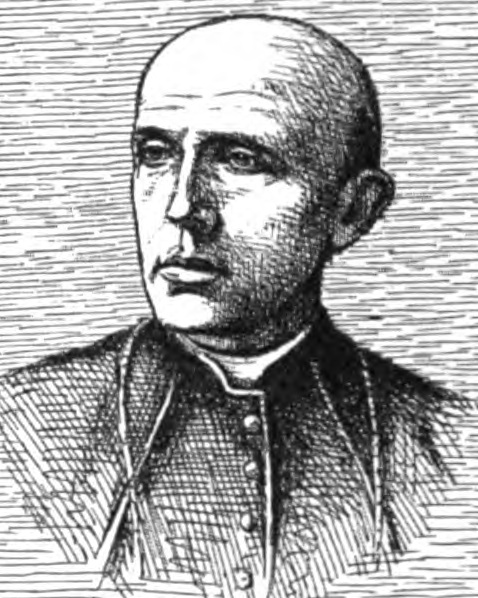
Richard Scannell, primo vescovo di Concordia (1887-1891)
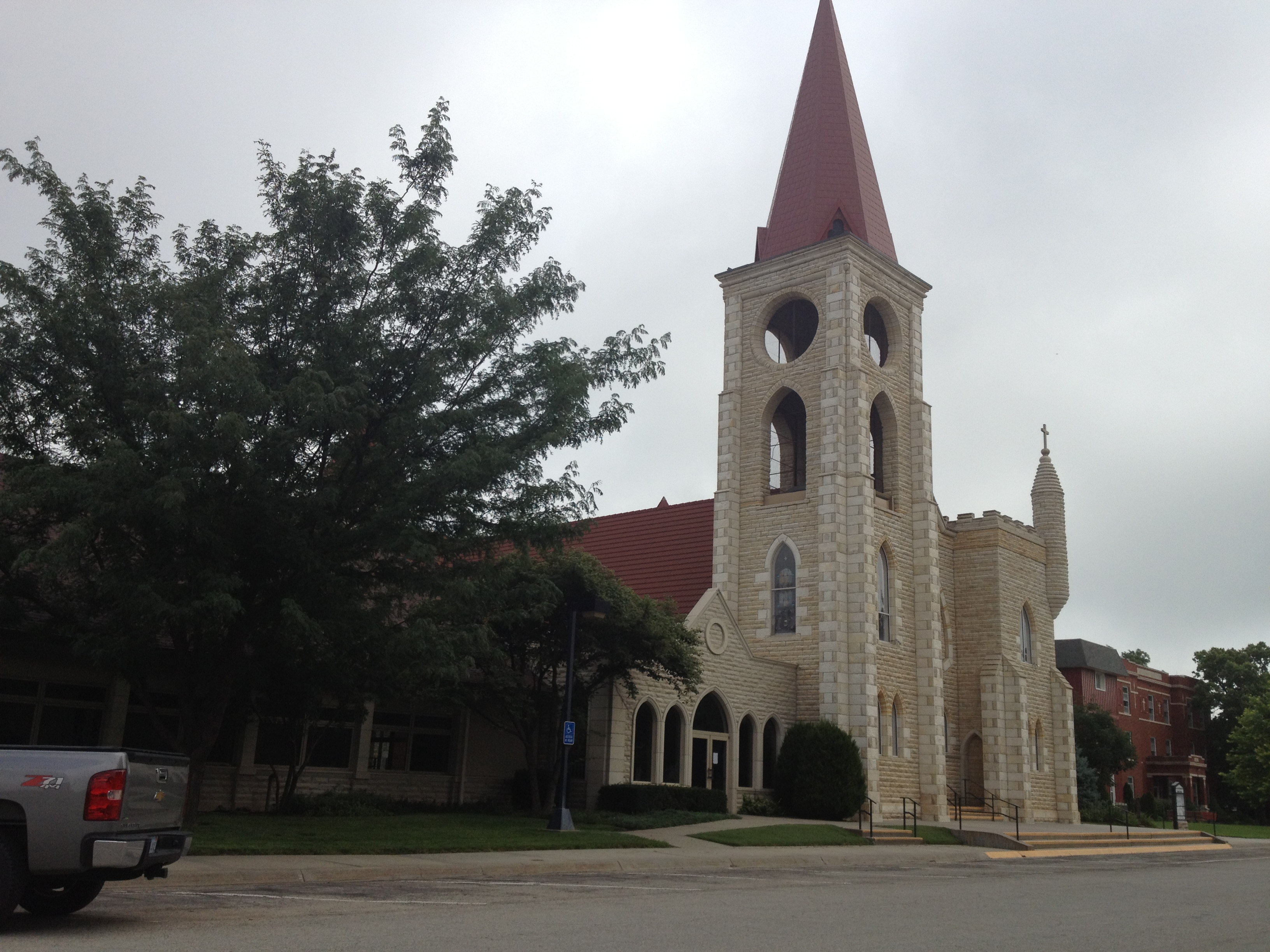
La primitiva cattedrale di Concordia
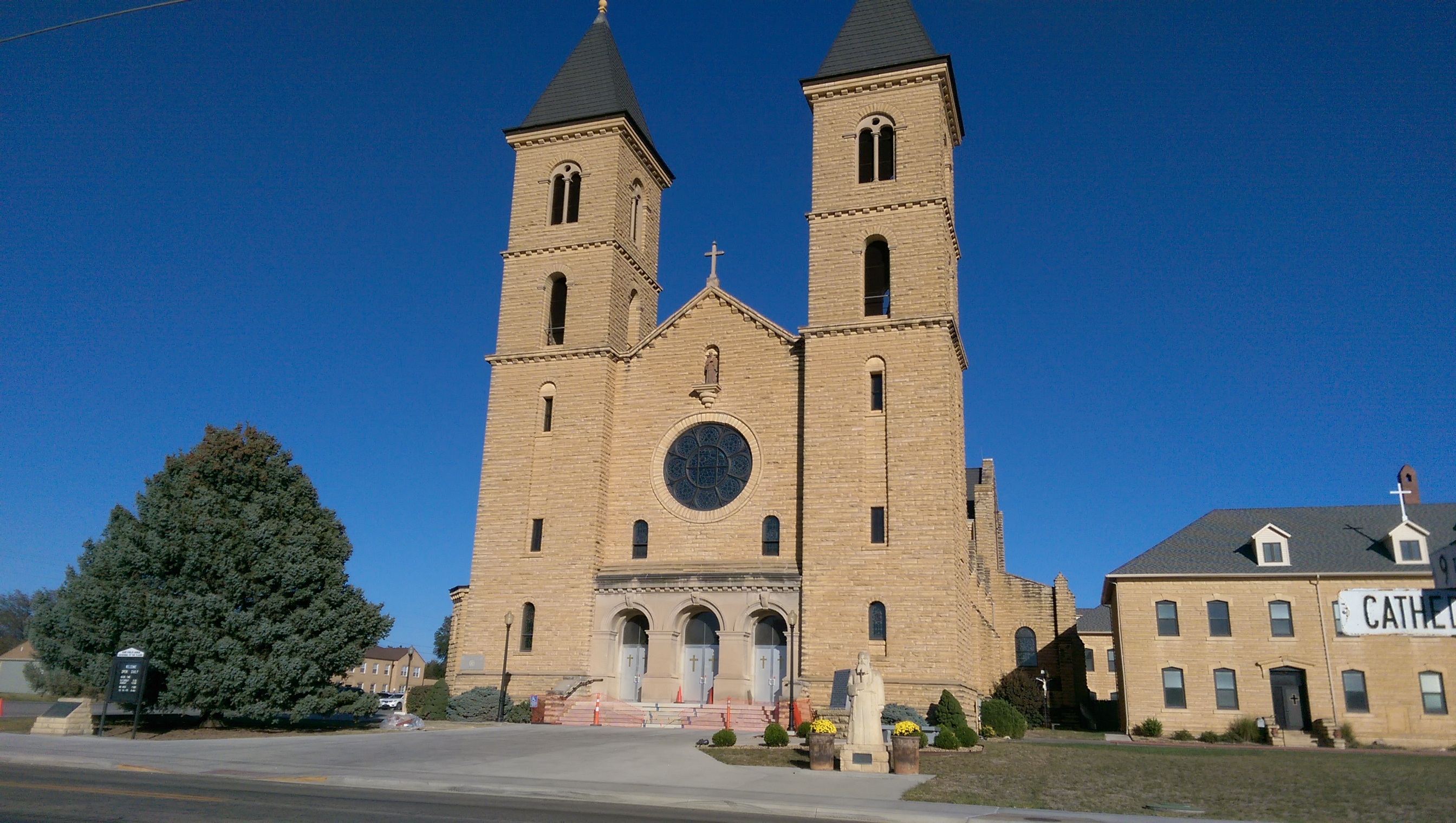
La basilica minore di San Fedele